# 1935 au cinéma
| Années du cinéma : 1932 - 1933 - 1934 - 1935 - 1936 - 1937 - 1938    |
| Décennies du cinéma : 1900 - 1910 - 1920 - 1930 - 1940 - 1950 - 1960 |

Cet article présente les faits marquants de l'année 1935 au cinéma.

## Événements
- En Italie, le régime fasciste prend une série de mesures pour relever un cinéma moribond, avec en particulier la création du Centro sperimentale, une École supérieure de cinématographie, d'où vont sortir des réalisateurs comme Roberto Rossellini, Luchino Visconti, Vittorio Cottafavi, Michelangelo Antonioni et Giuseppe De Santis.

- 25 février : Louis Lumière présente son nouveau procédé de cinéma en relief.
- 28 février : Remise des oscars pour 1934.

## Principaux films de l'année
- Anna Karenine de Clarence Brown avec Greta Garbo et Fredric March (30 août).
- Bibi-la-Purée de Léo Joannon avec Georges Biscot et Josette Day (22 février)
- Bourrasque, film de Pierre Billon.
- Capitaine Blood : film d'aventures américain de Michael Curtiz avec Errol Flynn, Olivia de Havilland, Lionel Atwill.
- David Copperfield de George Cukor (sortie le 18 janvier à Hollywood).
- Fantôme à vendre (The ghost goes west) de René Clair avec Robert Donat et Jean Parker (sortie le 17 décembre à Londres).
- La Bandera de Julien Duvivier, d'après le roman de Pierre Mac Orlan avec Jean Gabin.
- La Femme et le Pantin de Josef von Sternberg d'après le roman de Pierre Louÿs avec Marlène Dietrich (3 mai).
- La kermesse héroïque de Jacques Feyder avec Françoise Rosay et Louis Jouvet (décembre).
- La Malle de Singapour (China seas) de Tay Garnett avec Clark Gable et Jean Harlow.
- Le Danseur du dessus (Top Hat) de Mark Sandrich avec Fred Astaire, Ginger Rogers et Edward Everett Horton.
- La Jeunesse de Maxime (Iounost' Maksima) de Leonid Trauberg et Grigori Kozintsev avec Boris Tchirkov (janvier)
- Le Mouchard (The informer) : drame américain de John Ford avec Victor McLaglen, Heather Angel, Preston Foster et Margot Grahame (sortie le 9 mai à New York).
- Le Songe d'une nuit d'été (A Midsummer Night's Dream) de William Dieterle et Max Reinhardt.
- Le Triomphe de la volonté film de propagande au service de l'idéal nazi réalisé par Leni Riefenstahl.
- Les Révoltés du Bounty : film d'aventures américain de Frank Lloyd avec Clark Gable, Donald Crisp, Charles Laughton, Franchot Tone (8 novembre).
- Les 39 marches (The Thirty-nine steps) film d'espionnage d'Alfred Hitchcock avec Robert Donat, Lucie Mannheim et Madeleine Carroll (sortie le 6 juin à Londres).
- Les Temps modernes : comédie américaine de et avec Charlie Chaplin, Paulette Goddard, Alan Garcia, Henry Bergman, Chester Conklin.
- Les Trois lanciers du Bengale, film d'aventures de Henry Hathaway avec Gary Cooper.
- Sylvia Scarlett de George Cukor avec Katharine Hepburn et Cary Grant
- Une nuit à l'opéra de Sam Wood avec les Marx Brothers.

## Récompenses

### Oscars
- Meilleur film : Les Révoltés du Bounty de Frank Lloyd (États-Unis)
- Meilleure actrice : Bette Davis, L'Intruse (Dangerous)
- Meilleur acteur : Victor McLaglen, le Mouchard (The Informer)
- Meilleur réalisateur : John Ford, le Mouchard (The Informer)

### Autres récompenses
- x

## Principales naissances
- 8 janvier : Elvis Presley († 16 août 1977).
- 27 avril : Sady Rebbot († 12 octobre 1994).
- 4 mai : Med Hondo († 2 mars 2019).
- 1er juin : Percy Adlon
- 13 juin : Javier Aguirre († 4 décembre 2019).
- 25 juin : Laurent Terzieff († 2 juillet 2010).
- 1er juillet : David Prowse († 28 novembre 2020)
- 17 juillet : Donald Sutherland († 20 juin 2024)
- 2 septembre : Don Chastain († 9 août 2002).
- 1er octobre : Julie Andrews
- 18 octobre : Peter Boyle († 12 décembre 2006).
- 8 novembre : Alain Delon († 18 août 2024).
- 11 novembre : Bibi Andersson († 14 avril 2019)
- 29 novembre : Diane Ladd
- 1er décembre : Woody Allen
- 8 décembre : Dharmendra

## Principaux décès
- 6 juin : George Grossmith Jr., acteur britannique.
- 27 juin : Eugène Lauste, pionnier du cinéma.
- 14 août : Léonce Perret, réalisateur français.